# Saarijärvi (Kotka)
Le Saarijärvi est un lac du village Juurikorpi de Kotka en Finlande.

## Géographie
La superficie du lac est de 4 hectares, il mesure 300 mètres de long et 250 mètres de large. 
Le lac n'a pas d'îles et son rivage est long de 0,8 kilomètre,,,.